# Elephantiné
Elephantiné szigete (egyiptomi nyelven: Jeb), a rajta lévő, hasonló nevű várossal Asszuán mellett található, nevét a szigetet körülvevő, fürdőző elefántokra hasonlító szürke gránit-sziklákról kapta. Az ókori Egyiptom déli határának tartották, bár időnként a fáraók ennél délebbre is terjeszkedtek, de a város mindvégig megőrizte határváros jellegét. Gránitbányái miatt kereskedelmi központként is fontos szerepe volt, mivel az építkezésekhez szükséges gránitot itt fejtették ki. A mai gránitbányában található egy félig elkészült befejezetlen obeliszk, amit csak félig véstek ki a sziklából, és egy szinte teljesen kész múmia-kolosszus. A sziget már a predinasztikus korban is lakott terület volt. 

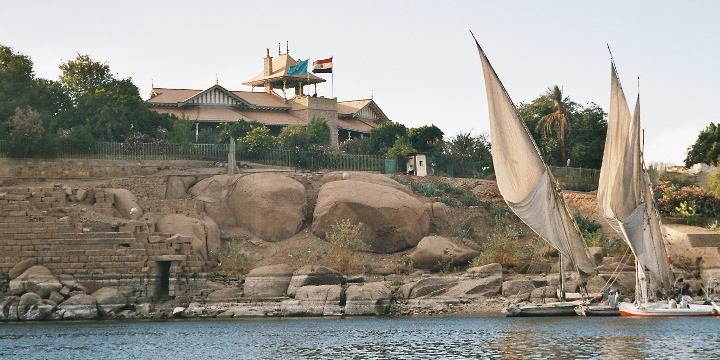
Elephantiné szigete. Balra lent a Nilométer.

Itt tisztelték Hnum kosistent. Az egyiptomiak szerint ő volt az egyik isten, aki az áradásért felelt. A köré szerveződő triász Szatet és Anuket fő kultuszhelyeként templomkomplexumot építettek, mely az egyik legnagyobb volt Egyiptomban.
Itt található az úgynevezett Nilométer, mellyel a Nílus vízszintjét mérték. Innen jelezték először az évenkénti áradásokat.

## Lásd még
- Elephantine, a piramisok.hu-n
- https://web.archive.org/web/20160414200659/http://piramisok.hu/egyiptom-elephantine-osszeskiskep.html